# Épisodes de La vie est à nous

Cet article présente les épisodes de la série télévisée française La vie est à nous.

## Épisode 1:Majeurs et vaccinés
- France : 3 janvier 2009 à 18h00 sur TF1

## Épisode 2:Nouveau départ
- France : 10 janvier 2009 à 18h00 sur TF1

## Épisode 3:Le secret de Nicolas
- France : 17 janvier 2009 à 18h00 sur TF1

## Épisode 4:Chassé-croisé
- France : 24 janvier 2009 à 18h00 sur TF1

## Épisode 5:Le tourbillon de la vie
- France : 31 janvier 2009 à 18h05 sur TF1

## Épisode 6:Liaisons secrètes
- France : 7 février 2009 à 18h00 sur TF1

## Épisode 7:L'heure de gloire
- France : 14 février 2009 à 18h05 sur TF1

## Épisode 8:Pour une chanson
- France : 21 février 2009 à 18h00 sur TF1

## Épisode 9:Quand ça va mal
- France : 28 février 2009 à 18h00 sur TF1

## Épisode 10:Les goûts et les couleurs
- France : 7 mars 2009 à 18h00 sur TF1

## Épisode 11:Mon père
- France : 14 mars 2009 à 17h55 sur TF1

## Épisode 12:Samedi soir, dimanche matin
- France : 21 mars 2009 à 18h00 sur TF1

## Épisode 13:Retrouvailles
- France : 28 mars 2009 à 17h55 sur TF1

## Épisode 14:Des doutes plein la tête
- France : 4 avril 2009 à 17h55 sur TF1

## Épisode 15:Faire confiance
- France : 11 avril 2009 à 17h50 sur TF1

## Épisode 16:Ça ne pouvait pas durer
- France : 18 avril 2009 à 17h50 sur TF1

## Épisode 17:L'ami prodigue
- France : 25 avril 2009 à 17h50 sur TF1

## Épisode 18:Celle qui reste
- France : 2 mai 2009 à 17h50 sur TF1

## Épisode 19:Thaïs
- France : 9 mai 2009 à 17h50 sur TF1

## Épisode 20:La trahison
- France : 16 mai 2009 à 17h50 sur TF1

## Épisode 21:Faux départ
- France : 23 mai 2009 à 17h50 sur TF1

## Épisode 22:Joyeux Noël
- France : 30 mai 2009 à 17h50 sur TF1

## Épisode 23:Le retour de Judith
- France : 6 juin 2009 à 17h50 sur TF1

## Épisode 24:Fin de bail
- France : 13 juin 2009 à 17h50 sur TF1